# Снина (округ)
Округ Снина (словац. okres Snina) — адміністративна одиниця — округ (словац. okres; район) Пряшівського краю в північно-східній частині Словаччини з адміністративним центром в місті Снина.

## Географія
На півночі межує з Польщею, на сході з Україною, на півдні з Собранецьким округом Кошицького краю, на заході з Гуменським округом. На кордоні з Україною в селі Убля знаходиться пункт пропуску Убля — Малий Березний. Розташовані Лаборецька Верховина; Вигорлатські пагорби; Попрєчни і Ублянські пагорби.
Площа становить 805 км², населення 38 924 чол. (2007).

## Населення
| Рік:            | 1994.  | 2004.   | 2014.   | 2024.   |
| --------------- | ------ | ------- | ------- | ------- |
| Кількість осіб: | 39 369 | 39 204  | 37 451  | 33 792  |
| Різниця:        |        | -0,41 % | -4,47 % | -9,77 % |

| Рік:            | 2023.  | 2024.   |
| --------------- | ------ | ------- |
| Кількість осіб: | 34 071 | 33 792  |
| Різниця:        |        | -0,81 % |

Станом на 31 грудня 2017 року в окрузі проживало 36 610 осіб.
У 2011 році в окрузі проживало 38 129 осіб.
Національний склад населення (за даними останнього перепису населення — 2011 року):
- словаки — 29 737,
- русини — 5 282,
- цигани — 439,
- чехи — 139,
- угорці — 20,
- поляки — 15,
- росіяни — 11,
- німці — 8,
- моравці — 6,
- болгари — 5,
- хорвати — 3,
- євреї — 2,
- серби — 1,
- інші — 28,
- невстановлено — 2 433.

Склад населення за приналежністю до релігії станом на 2011 рік:
- римо-католики — 17 996,
- греко-католики — 7 712,
- православні — 7 596,
- Свідки Єгови — 325,
- протестанти — 123,
- реформати — 30,
- методисти — 11,
- Аростольська церква — 7,
- гусити — 5,
- братрики — 4,
- бахаїсти — 3,
- Християнські збори — 2,
- юдеї — 2,
- баптисти — 1,
- інші — 41,
- атеїсти — 1 310,
- невстановлено — 2 961.

Склад населення за рідною мовою станом на 2011 рік:
- словацька мова — 25 166,
- русинська мова — 9 363,
- циганська мова — 430,
- українська мова — 330,
- чеська мова — 134,
- угорська мова — 40,
- польська мова — 15,
- німецька мова — 9,
- їдиш — 5,
- хорватська мова — 3,
- інші — 53,
- невстановлено — 2 581.

## Населені пункти
Населені пункти Снинського округу: на території Снинського округу знаходиться 34 населених пунктів, в тому числі 1 місто: Снина, села: Бела-над-Цірохоу, Березовець, Чукалівці, Длге-над-Цірохоу, Дубрава, Гостовиці, Ялова, Грабова Розтока, Кальна Розтока, Кленова, Колбасов, Колониця, Ладомирів, Михайлів, Нова Седлиця, Осадне, Паризівці, Пчолинне, Пихні, Прислоп, Рунина, Руська Волова, Руський Потік, Стащин, Стащинська Розтока, Стриговець, Шмиґовець, Тополя, Убля, Улич, Улич-Криве, Збой, Земплінські Гамри.
На території округу знаходиться водосховище Старина, яке забезпечує питною водою Пряшів і Кошиці. У процесі побудови виселено мешканців 7 сіл (Дара, Остружниця, Руське, Смольник, Старина, Велика Поляна, Звала) передусім у Снину та Гуменне.

## Україно-русинськагромада
Переважна більшість сільського населення цього округу є україно-русинського походження, за віросповіданням греко-католики, або православні. Етнічно—мовний кордон Лемківщини (за деякими картами це уже Бойківщина) до сих пір стійкий, проходить по лінії Колониця — Стащин — Пчолинне — Пихні й становить 30 сіл, майже весь округ, крім Снини, Земплинських Гамрів, Білої-над-Цирохою та Довгого-над-Цирохою.